# 泉州围城战 (1277年)
泉州围城战是1277年张世杰率领的南宋军队围攻泉州的战役。
南宋景炎元年（元至元十三年）十一月（1276年12月7日—1277年1月5日），南宋右丞相陈宜中和少保张世杰率舟师10万，带着宋端宗赵昰由福州航海入泉州港，驻扎在泉州城南郊的法石真武庙，打算定都泉州，并命令泉州的实权人物、闽广招抚使兼主市舶蒲寿庚率海船护从，蒲寿庚却关闭城门，拒绝接受命令（一说蒲寿庚谒见宋端宗，请其入城，张世杰担心蒲寿庚有异志，表示反对）。宋军船只不足，于是抢走蒲寿庚家族的海船2000艘（一说400多艘），并没收其财产。蒲寿庚大怒，杀死在泉州的南宋宗室3000多人以及士大夫和淮兵数千人。宋端宗遂转移到潮州。十二月初八（1277年1月13日），元将唆都率领的军队抵达泉州，蒲寿庚和泉州司马田真子献城投降。
南宋景炎二年（元至元十四年）七月（1277年8月1日—30日），张世杰趁元军主力不在泉州，守城兵力单薄，从海上回师围攻泉州，还得到陈吊眼率领的汀漳义军和许夫人率领的畲军的协助，声势浩大，想要擒获蒲寿庚方才甘心。蒲寿庚闭城固守。张世杰向周边地区发布檄文，莆田豪族陈瓒（闽广宣抚使兼知兴化军事陈文龙的堂叔）率义军500人响应。张世杰派谢洪永进攻泉州南门，未能取胜。蒲寿庚偷偷贿赂畲军，使其在攻城时没有尽力，得以派部下孙胜夫走小路到杭州向唆都求救。蒲寿庚与尤永贤、王与、金泳等部将共同谋划，合力坚守城池，日夜激烈作战。围城期间，泉州城中饿死无数。十月（1277年10月28日—11月26日），张世杰围泉州城90天后，因元将唆都等率军来救，被迫解泉州之围，往南撤退到潮州。